# Economia de Nicaragua
Nicaragua, país amb un baix nivell de desenvolupament, el país més pobre de l'Amèrica Central i el segon més pobre de l'hemisferi, hi ha subocupació i pobresa disseminats. L'acord de lliure comerç entre els Estats Units i a Amèrica Central està en vigor des de 2006 i ha ampliat les possibilitats d'exportació per a molts productes agrícoles i manufacturats. Els tèxtils i el vestuari són responsables per gairebé 60% de les exportacions nicaragüencs, però els augments del salari mínim durant el govern Daniel Ortega hauran de reduir aquest avantatge comparatiu de la indústria.
L'economia va sofrir retracció d'1,5% el 2009 a causa de la caiguda de demanda en els Estats Units i als països d'Amèrica Central, i baix creixement de les remeses internacionals, però va créixer 4,5% el 2010 a causa de millora de les exportacions i creixement del turisme.
Ortega ha promogut la creació d'empreses binacionals administrades per les empresa petrolieres estatals de la Nicaragua i Veneçuela. Aquestes iniciatives, juntament amb el feble sistema legal, podran perjudicar el clima per a inversions d'empreses locals i estrangeres en un futur proper. Últimament l'estabilitat del país i la seva seguretat han millorat el clima d'inversió, instal·lant-se noves indústries i empreses al país, millorant la condició de la producció i l'ocupació. Nicaragua forma part de Petrocaribe.

L'agricultura és la principal activitat econòmica. Destaquen els cultius de cotó, cafè, canya de sucre, banana, blat de moro i sèsam. La ramaderia és una activitat important. Els principals recursos miners són l'or, el coure, la plata i el plom. Té un baix nivell d'industrialització. Els principals nuclis industrials se situen a la zona occidental del país. L'agricultura constitueix actualment el 60% de les seves exportacions totals que anualment proporcionen aproximadament 300 milions de dòlars nord-americans. En l'agricultura també s'inclouen els frijols que són indispensables per a un nicaragüenc que tradicionalment s'acompanyen amb derivats del blat de moro com a truita o güirilla, amb derivats de la llet i també amb arròs ja sigui regirats (gallopinto) o separats.

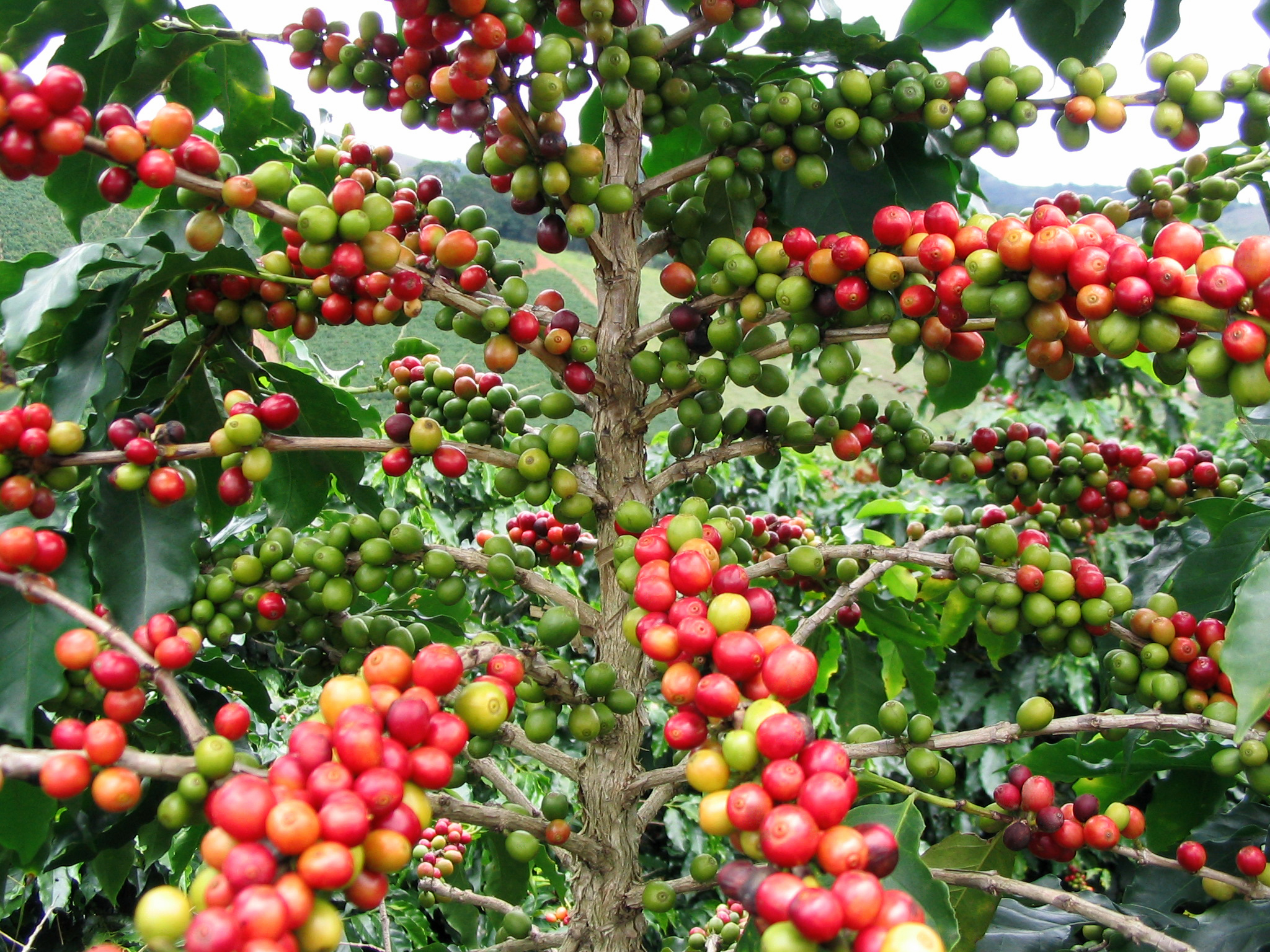
El cafè és una de les exportacions més importants de Nicaragua. S'exporta per tot el món a través d'Amèrica, Europa, Àsia i fins a Austràlia

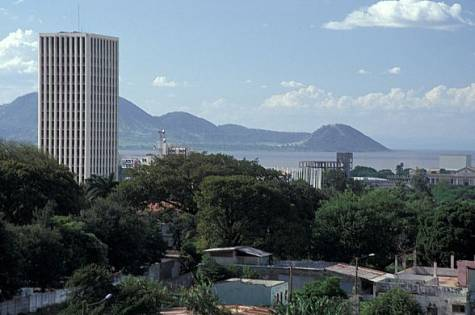
Managua

A més a més, al començament de l'any 2009, el govern rus es va interessar per crear la planta processadora de xocolata més gran d'Europa Oriental i, segons els encarregats del projecte, el cacau serà produït a Nicaragua; per aconseguir l'objectiu el país haurà de produir més de 50.000 tones anuals de cacau, això el convertirà en el major productor de cacau de l'Amèrica Central i el novè major a nivell mundial.
La ramaderia és una activitat puixant. Els principals recursos miners són l'or, el coure, la plata i el plom. Els principals nuclis industrials estan situats a la zona occidental del país. Segons el Banc Mundial, Nicaragua està alineada com la 85a millor economia per començar un negoci.
El rom "flor de canya" de Nicaragua té renom entre els millors de l'Amèrica Llatina, el tabac i el bestiar estan també ben posicionats quant a factors de qualitat. Durant la guerra entre els Contres i els Sandinistes en els anys 80, molta de la infraestructura del país va ser danyada o destruïda. La inflació va fer una mitjana del 30% a través dels anys vuitanta.

## Turisme
El turisme a Nicaragua està creixent, ja que actualment té la segona indústria més gran de la nació, durant els 9 anys passats el turisme ha crescut el 90% per tota la nació en un índex del 10% anualment.
S'espera que Nicaragua tingui un creixement positiu en aquest 2009, creixi encara més l'any 2015 gràcies al fet que el govern actual està impulsant el rubro d'una manera ordenada i a gran escala. Només en el 2009 el sector turístic a Nicaragua va créixer un 9,8% amb relació a anys anteriors. Cada any prop de 200.000 nord-americans visiten Nicaragua i en el 2010 el turisme va créixer un 9% arribant així a la xifra rècord d'1 milió de turistes, sobretot gent de negocis, turistes, i parents que visiten a les seves famílies. La majoria dels turistes que visiten Nicaragua són dels Estats Units, Centreamèrica, Sud-amèrica i Europa. Segons el ministeri del turisme de Nicaragua (INTUR), la ciutat colonial de Granada és el punt preferit per als turistes. També, les ciutats de Chichigalpa, León, Masaya, Rivas, les platges de San Juan del Sur, l'illa d'Ometepe, el volcà Mombacho, les Illes del Blat de moro (Corn Island i Little Corn Island), i unes altres, són les atraccions turístiques principals. A més a més, l'ecoturisme i la pràctica del surf atreuen a molts turistes a Nicaragua.
Les atraccions principals a Nicaragua per als turistes són les platges, rutes escèniques, l'arquitectura de ciutats tals com Granada, León i més recentment l'agroturisme a la zona nord on hi ha La Ruta del Cafè entre Matagalpa i Jinotega.